# Mahican jezik
Mahican jezik (ISO 639-3: mjy), danas izumrli jezik Mahican Indijanaca koji se govorio na gornjem toku rijeke Hudson u New Yorku, a kasnije u 19. stoljeću u Wisconsinu. Pripadao je jezičnoj porodici algonquian.
Izumro je 1930.-tih godina. Pripadnici etničke grupe danas žive u Wisconsinu s Brotherton Indijancima i govore engleski.

## Vanjske poveznice
- Ethnologue (14th)
- Ethnologue (15th)
- The Mahican Language